# Paraplyart
En paraplyart är en djur- eller växtart som lever i ett område med andra känsliga arter, med tillägget att paraplyarten har höga krav på sitt habitat. Man kan studera de krav som en paraplyart har för att få en bild av vad de andra arterna i samma område behöver. Därigenom kan man genom att skydda paraplyarten, skydda övriga känsliga arter som finns i samma område.
Exempel på paraplyarter är vitryggig hackspett, som är beroende av stora ytor med lövträd och död ved.